# El bany (Sorolla)
El bany és una pintura a l'oli sobre llenç del pintor valencià Joaquim Sorolla i Bastida el 1905. Té unes dimensions de 90,2 × 128,3 cm i està exposat al Museu Metropolità d'Art a Nova York des de 1909.
La pintura mostra la família de Sorolla, les dues filles i la mare, jugant a l'aigua ade la platja de Xàbia entre roques. En primer pla, dominada pels colors arenosos, es troba la filla petita, l'Elena, nua, amb deu anys. Al fons, sobre un color blau fosc, hi són l'esposa del pintor, Clotilde, i la seva filla gran, Maria. L'últim pla està dominat per roques fosques que tapen completament l'horitzó.
La pintura forma part d'una de les sèries més famoses de pintura de nens nus, que li va valer un encàrrec de la Hispanic Society. Aquest últim museu va exhibir la pintura el 1909, el New York Times va elogiar l'«aigua multicolor, assotant i formant bromera contra la superfície iridescent de les roques humides».